# Carinoclytus ater
Carinoclytus ater là một loài bọ cánh cứng trong họ Cerambycidae.